# Ciclo de Jespersen

Ilustração do ciclo de Jespersen ocorrido entre o francês antigo e o francês contemporâneo

O ciclo de Jespersen é o processo linguístico que descreve a evolução do marcador negativo em certas línguas. Pelo processo, um marcador de negação é visto como insuficiente, sendo então fortalecido por alguma palavra adicional que, por fim, acaba por se tornar o novo marcador de negação. É possível que o processo se repita com essa nova palavra, formando então um ciclo.
O processo foi descrito pelo linguista dinamarquês Otto Jespersen num livro de 1917, embora o termo tenha sido cunhado pelo sueco Östen Dahl num artigo de 1979.
O ciclo consiste em três etapas:
1. A negação é expressa por um elemento posto antes do verbo. Por exemplo, em francês antigo: "jeo ne dis" ("eu não digo").
2. Um segundo elemento é colocado após o verbo, intensificando a negação: "je ne dis pas" ("eu não digo nada"), no francês contemporâneo formal.
3. Por fim, o primeiro elemento torna-se opcional ou mesmo desaparece: "je dis pas" em francês coloquial.

No português, é possível verificar o processo em certas variedades do português brasileiro, em que o marcador negativo pré-verbal ("Maria não viu o acidente") coexiste com colocações pós-verbais ("Maria viu o acidente não") ou mesmo de dupla negação ("Maria não viu o acidente não").